# عائم
عائم هو إله صنم كانت تعبده قبائل أزد السراة من الأزد في الجاهلية، ذكره ابن السائب الكلبي فقال:
| عائم | وكان لأزد السراة صنم يقال له عائم | عائم |

يقول زيد الخير الطائي في جاهليته مقسمًا بالصنم عائم: